# Симон Бар-Гиора
Симон (Шимон) Бар-Гиора (ивр. שמעון בר גיורא‎) — иудейский военачальник, участвовавший в войне Иудеи с Римом в 66-73 годах н. э. Представитель радикального крыла зелотов, освободивший всех рабов и аннулировавший все долги на подконтрольной ему территории. По словам Хаяма Maккоби, «Римляне видели в нём угрозу всякому упорядоченному обществу, второго Спартака».

## Дружина
Шимон проявил себя благодаря физической силе и храбрости. Выдвинулся в битве против Цестия Галла (наместника Сирии) при Бет-Хороне в 66 году н. э., в котором иудеи нанесли сокрушительное поражение римлянам.
Собрав дружину, вёл бои против идумейской провинции.
Укрывался в Масаде от иерусалимского войска, высланного против него.
Позднее, увеличив свой отряд до нескольких тысяч сикариев, возобновил свои вылазки.
Ему удалось победить идумеев, подойти к Иерихону, захватить Хеврон и подступить к Иерусалиму.

## Иерусалим
Во время междоусобной борьбы в Иерусалиме между зелотами и идумейцами, идумейцы потерпели поражение, и призвали Бар-Гиору в город.
Первосвященник Матитьягу, способствовавший признанию Бар-Гиоры, был убит им же.
Идумеяне и сикиарии, под предводительством Бар-Гиоры, вели кровавые споры с умеренными зелотами в ходе гражданской войны между тремя фракциями иудейских повстанцев, возглавляемыми бывшими соратниками Симоном Бар-Гиорой, Иоанном Гискальским и Элеазаром Бен-Симоном.
Бар-Гиора, благодаря своему десятитысячному войску, получил власть над Иерусалимом.
В апреле 70 года, когда войска Тита подступили к Иерусалиму, все повстанческие партии прекратили междоусобицу и объединились против римлян.

## Смерть
Через некоторое время после падения Иерусалима Бар-Гиора попал в плен к римлянам и был казнён — сброшен с Тарпейской скалы в Риме во время триумфальных празднеств в честь Веспасиана и его сыновей.

## Память
Улицы многих городов Израиля названы именем Бар Гиоры. В том числе в Иерусалиме, Тель-Авиве, Хайфе, Петах-Тикве, Рамат-Гане.
Упоминается в «Иудейской войне» Леона Фейхтвангера под именем Симон.